# Myelorrhiza
Myelorrhiza is een geslacht van korstmossen behorend tot de familie Cladoniaceae. De typesoort is Myelorrhiza antrea.

## Soorten
Volgens Index Fungorum bevat het geslacht twee soorten (peildatum oktober 2021):
| Soortnaam            | Auteur(s)     | Publicatiejaar |
| -------------------- | ------------- | -------------- |
| Myelorrhiza antrea   | Verdon & Elix | 1986           |
| Myelorrhiza jenjiana | Verdon & Elix | 1986           |